# Giovanni da Pian del Carpine
Giovanni da Pian del Carpine, Carpini (ur. ok. 1182, zm. 1 sierpnia 1252) – włoski podróżnik, franciszkanin, jeden z pierwszych towarzyszy św. Franciszka. Posłując wraz z Benedyktem Polakiem na dwór wielkiego chana Mongołów w okolicach Karakorum stał się jednym z pierwszych Europejczyków, który dotarł do Mongolii. Biskup Baru w Czarnogórze i prymas Serbii w latach 1247-52.

## Życiorys
Sądząc po przydomku urodził się w Pian del Carpine (obecnie Magione) w Umbrii. W młodym wieku dołączył do św. Franciszka, odgrywając niemałą rolę w propagowaniu Zakonu. Pełnił funkcje: kustosza Saksonii, prowincjała Niemiec, Hiszpanii i Kolonii. W 1241 r. Europę zaskoczyła inwazja wojsk mongolskich. Mimo grozy, jaką siali Mongołowie, zostali oni dostrzeżeni również jako potencjalni sprzymierzeńcy w walce z islamem. Papież Innocenty IV wybrał Giovanniego da Pian del Carpine na przełożonego katolickiej misji w Mongolii, mimo jego podeszłego wieku (około 65 lat). Jako legat papieski, wiózł do tatarskiego chana list Cum non solus.
Giovanni da Pian del Carpine wyruszył z Lyonu w Wielkanoc, 16 kwietnia 1245 r. w towarzystwie brata Stefana z Czech. Zastąpił go Benedykt Polak, który dołączył we Wrocławiu. Giovanni da Pian del Carpine i Benedykt dotarli przed oblicze Batu-chana nad Wołgą w kwietniu 1246 r. Do obozu wielkiego chana dotarli 22 lipca 1246 r. Byli świadkami uroczystego objęcia tronu przez Gujuka, wnuka Czyngis-Chana. Podczas audiencji odrzucił on papieską propozycję przyjęcia wiary chrześcijańskiej. Posłowie, wyposażeni w list chana do papieża, opuścili dwór w listopadzie 1246 r. i w czerwcu 1247 r. dotarli do Kijowa, witani entuzjastycznie niczym wyrwani ze szponów śmierci.
Zobacz też: wyprawa Giovanniego da Pian del Carpine i Benedykta Polaka na dwór chana mongolskiego
Po zakończeniu poselstwa do Mongolii Giovanni da Pian del Carpine został mianowany arcybiskupem miasta Bar (Antivari) na terenie dzisiejszej Czarnogóry. Zmarł 1 sierpnia 1252 r.
Jest autorem "Historia Mongalorum" (Historia Mongołów) – relacji ze swej podróży.